# Psolus nummularis
Psolus nummularis is een zeekomkommer uit de familie Psolidae.
De wetenschappelijke naam van de soort werd in 1899 gepubliceerd door Rémy Perrier.